# Мак-Ферсон (тауншип, Миннесота)
Мак-Ферсон (англ. McPherson) — тауншип в округе Блу-Эрт, Миннесота, США. На 2000 год его население составило 470 человек.

## География
По данным Бюро переписи населения США площадь тауншипа составляет 91,7 км², из которых 90,6 км² занимает суша, а 1,0 км² — вода (1,13 %).

## Демография
По данным переписи населения 2000 года здесь находились 470 человек, 167 домохозяйств и 126 семей.  Плотность населения —  5,2 чел./км².  На территории тауншипа расположено 170 построек со средней плотностью 1,9 построек на один квадратный километр.  Расовый состав населения: 98,94 % белых, 0,43 % афроамериканцев и 0,64 % приходится на две или более других рас. Испанцы или латиноамериканцы любой расы составляли 0,43 % от популяции тауншипа.
Из 167 домохозяйств в 34,7 % воспитывались дети до 18 лет, в 68,3 % проживали супружеские пары, в 5,4 % проживали незамужние женщины и в 24,0 % домохозяйств проживали немесейные люди. 10,8 % домохозяйств состояли из одного человека, при том 6,0 % из — одиноких пожилых людей старше 65 лет.  Средний размер домохозяйства — 2,81, а семьи — 3,07 человека.
28,3 % населения младше 18 лет, 6,6 % в возрасте от 18 до 24 лет, 33,0 % от 25 до 44, 20,9 % от 45 до 64 и 11,3 % старше 65 лет.  Средний возраст — 37 лет. На каждые 100 женщин приходилось 114,6 мужчин.  На каждые 100 женщин старше 18 приходилось 113,3 мужчин.
Средний годовой доход домохозяйства составлял 45 804 доллара, а средний годовой доход семьи —  50 208 долларов. Средний доход мужчин —  32 206  долларов, в то время как у женщин — 20 917. Доход на душу населения составил 17 610 долларов.  За чертой бедности находились 2,9 % семей и 5,1 % всего населения тауншипа, из которых 1,3 % младше 18 и 4,4 % старше 65 лет.